# Поповка (Климовське сільське поселення)
Поповка (рос. Поповка) — присілок в Коноському районі Архангельської області Російської Федерації.
Населення становить 5 осіб. Входить до складу муніципального утворення Климовське сільське поселення.

## Історія
Від 2004 року входить до складу муніципального утворення Климовське сільське поселення.

## Населення
1. Н/Д[2]